# Dick Attlesey
Dick Attlesey (eigentlich Richard Attlesey; * 10. Mai 1929 in Compton, Kalifornien; † 14. Oktober 1984 im Los Angeles County) war ein US-amerikanischer Hürdenläufer, der sich auf die 110-Meter-Distanz spezialisiert hatte und wegen seiner Sprintstärke auch in der 4-mal-100-Meter-Staffel eingesetzt wurde.
1950 stellte er am 24. Juni bei der US-Meisterschaft mit 13,6 s einen Weltrekord auf, den er am 10. Juli in Helsinki auf 13,5 s verbesserte.
1951 siegte er bei den Panamerikanischen Spielen in Buenos Aires über 110 Meter Hürden und mit der US-amerikanischen 4-mal-100-Meter-Stafette. Im selben Jahr verteidigte er seinen US-Titel.
1950 wurde er für die University of Southern California startend NCAA-Meister über 120 Yards Hürden.

## Persönliche Bestzeiten
- 100 m: 10,6 s, 30. Juli 1950, Örnsköldsvik
- 110 m Hürden: 13,5 s, 10. Juli 1950, Helsinki